# Inmigración neerlandesa en Venezuela
La inmigración neerlandesa en Venezuela es el movimiento migratorio de ciudadanos neerlandeses al territorio venezolano.
Durante comienzos de los siglos XVII y XVII, grupos de neerlandeses se dedicaron a formar asentamientos a lo largo de la costa Caribe, usualmente adentrándose a los territorios españoles en la Provincia de Venezuela y en  sus territorios insulares. Principalmente en búsqueda de controlar rutas comerciales en la zona, así como brindar un establecimiento definitivo a las Islas de A.B.C.

## Historia

### Asentamientos temporales

#### Costas de Falcón y Península de Araya
Ya desde 1542, los holandeses, en sus excursiones por el mar Caribe, se habían apoderado de la rica salina de Araya, quienes explotaron las minas de sal desde 1593 de forma ilegal, dejando tal actividad en 1623.Durante siglos, neerlandeses de las Antillas Neerlandesas: Aruba, Curazao y Bonaire se establecieron en las costas de Falcón (mayormente, donde también existe un cementerio judío-holandés) desplazándose a Carabobo, Zulia y hacia las costas de Colombia.Hasta la actualidad, Venezuela sigue compartiendo fronteras con el Reino de los Países Bajos, siendo la Península de Paraguaná la región venezolana más cercana al territorio neerlandés en el Caribe, a solo 27 kilómetros de distancia de la isla de Aruba, nación constituyente del reino en cuestión.

### Asentamientos permanentes

#### Fuerte Kykoveral

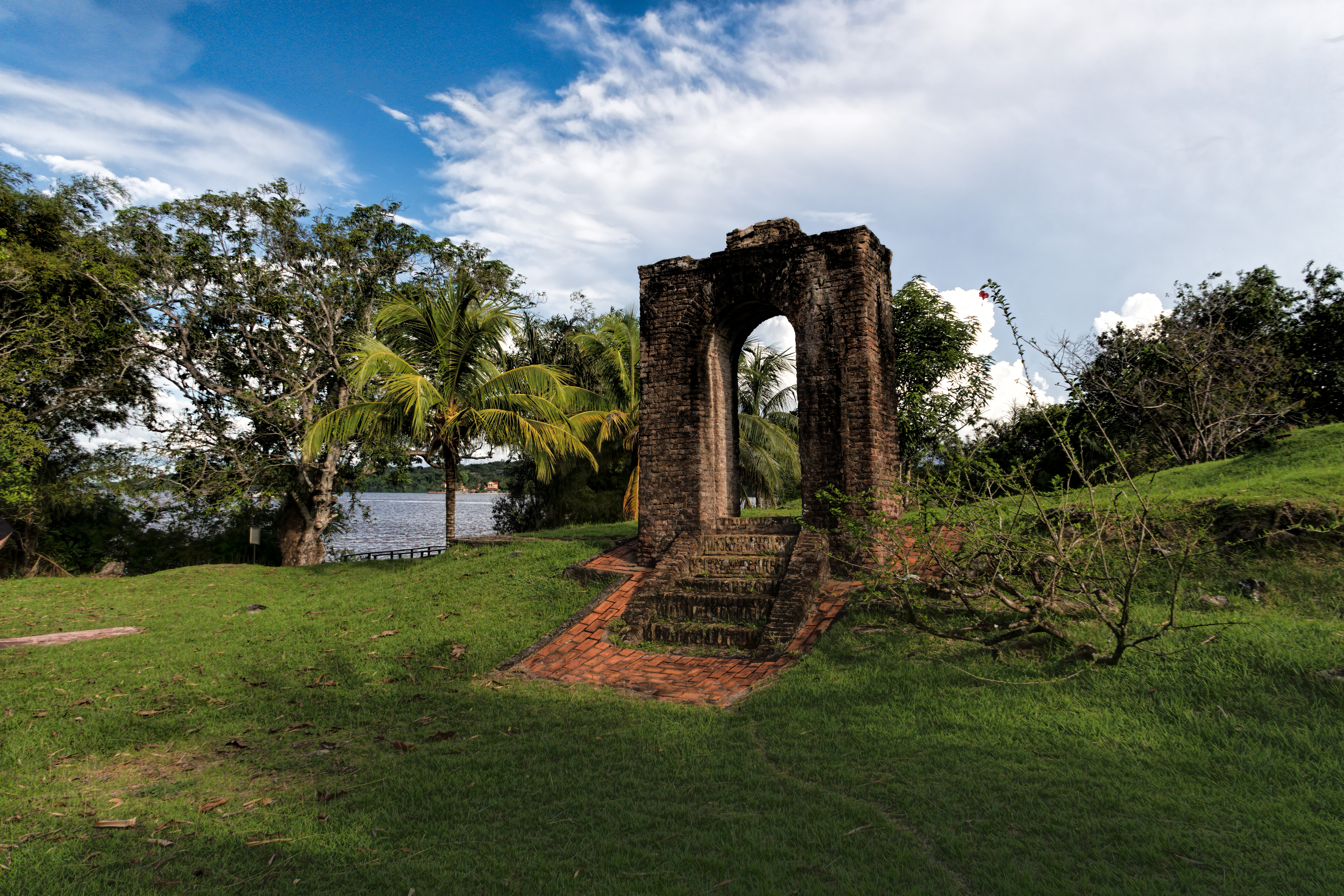
Ruinas del Fuerte Kykoveral

Fue centro de la administración de la Colonia del Esequibo entre los años 1616 a 1739. Fue construido en 1616 en la intersección de los ríos Cuyuni y Mazaruní, a 30 leguas río arriba, sobre una isla de 6070 metros cuadrados. Cayó en desuso debido a que la capital se trasladó al Fuerte Zelandia. Ahora solo quedan ruinas.
En un primer momento le llamaron Fort Ter Hoogen en honor de un influyente neerlandés. Sin embargo, este nombre sería reemplazado por Kykovera

#### Fuerte Zeelandia

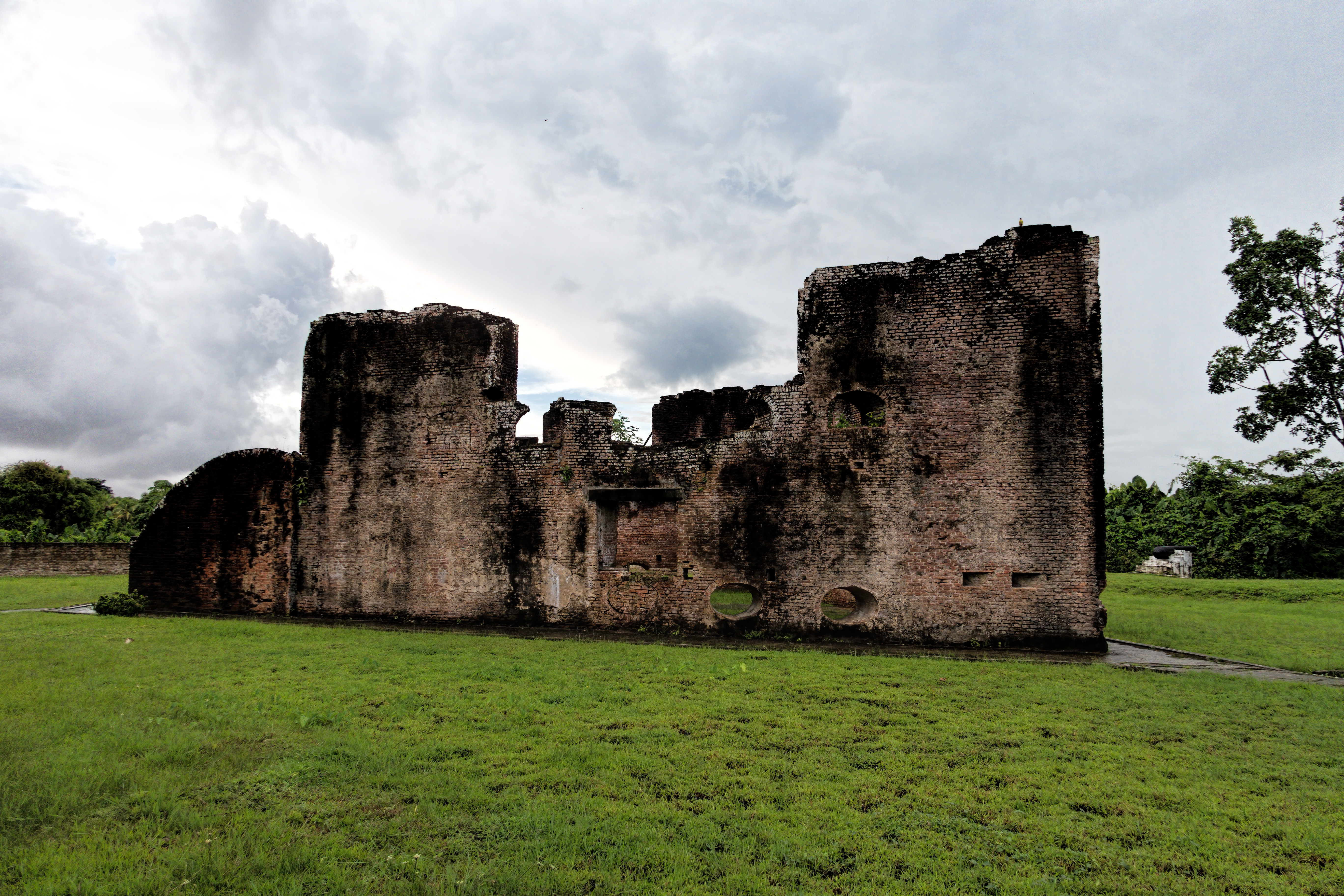
Ruinas del Fuerte Zeelandia

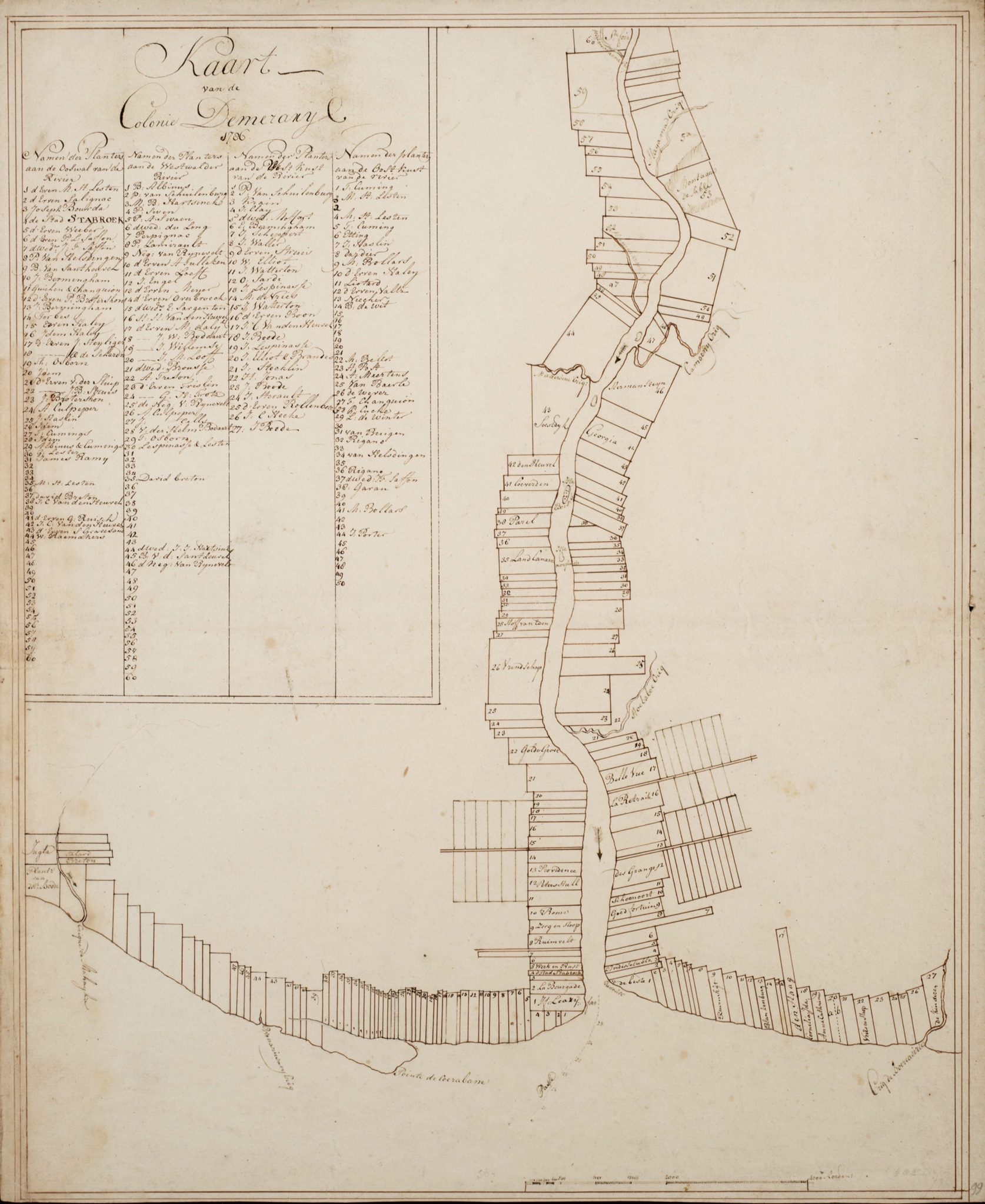
Mapa de los cultivos de caña de azúcar en Demerara (1786), actual Guyana

Fuerte Zeelandia estuvo ubicado en Fort Island, una isla fluvial del delta del Río Esequibo en la región de las islas Esequibo-Demerara Occidental de Guyana. El fuerte de ladrillo actual fue construido en 1743 para la Colonia Esequibo, con el objetivo de servir de reemplazo de un fuerte de madera anterior construido en 1726, además el fuerte reemplazó al Fuerte Kykoveral como capital del Esequibo en 1739 después de que esté cayera en desuso.

### Relaciones Países Bajos - Venezuela
Hasta la actualidad, Venezuela sigue compartiendo fronteras marítimas con el Reino de los Países Bajos, siendo la Península de Paraguaná la región venezolana más cercana al territorio neerlandés en el Caribe, a solo 27 kilómetros de distancia de la isla de Aruba, nación constituyente del reino en cuestión.
En el siglo XX, debido al auge del petróleo muchos inmigrantes en especial de las Antillas Neerlandesas se instalaron en el país en busca de mejores condiciones de vida y de trabajo.